# Demetrius Pinder
Demetrius Pinder, född den 13 februari 1989 i Grand Bahama, Bahamas, är en bahamansk friidrottare inom kortdistanslöpning.
Han ingick i Bahamas lag som tog OS-guld på 4 x 400 meter stafett vid friidrottstävlingarna 2012 i London.